# Chickward
Chickward – przysiółek w Anglii, w hrabstwie Herefordshire. Chickward jest wspomniana w Domesday Book (1086) jako Cicwrdine/Stituinguerdin.